# Amephana variegata
Amephana variegata är en fjärilsart som beskrevs av Arnold Spuler 1907. Amephana variegata ingår i släktet Amephana och familjen nattflyn. Inga underarter finns listade i Catalogue of Life.